# 古賀雷四郎
古賀 雷四郎（こが らいしろう、1915年12月23日 - 2008年6月13日）は、日本の政治家。参議院議員（3期、自由民主党）。

## 来歴
佐賀県鳥栖市出身。1937年九州帝国大学工学部卒業後、内務省に入省し、河川局長、建設技監などを経て、退官。1971年6月27日投票の第9回参議院議員通常選挙に全国区から出馬し、23位で初当選。自由民主党では佐藤栄作派（周山会）→田中角栄派（木曜クラブ）→竹下登派（経世会）に属した。
1977年7月10日投票の第11回参議院議員通常選挙に全国区から出馬し、12位で2回目の当選。1983年6月26日投票の第13回参議院議員通常選挙に比例区から出馬し、26位で3回目の当選。1985年12月から1986年7月まで第2次中曽根内閣の北海道開発庁長官兼沖縄開発庁長官を務めた。1988年春の叙勲で勲一等瑞宝章受章。
1989年の第15回参議院議員通常選挙には出馬せず、政界引退。
2008年6月13日、老衰のため死去、92歳。死没日をもって従七位から従三位に叙される。